# Parafia św. Józefa w Żarnowcu
Parafia św. Józefa w Żarnowcu − parafia rzymskokatolicka, znajdująca się w archidiecezji przemyskiej, w dekanacie Krosno I. 

## Historia
W 1980 roku ks. prał. Stanisław Szpytma poświęcił plac pod budowę kościoła w Żarnowcu. Na tymczasową kaplicę zaadaptowano budynek gospodarczy i 8 listopada 1980 roku odprawiono pierwszą mszę świętą. W latach 1981–1982 zbudowano kościół, który 19 marca 1982 roku poświęcił bp Ignacy Tokarczuk pw. św. Józefa. 
21 czerwca 1982 roku została erygowana parafia z wydzielonego terytorium parafii Jedlicze. 
Na terenie parafii jest 900 wiernych.
Proboszczowie parafii:
1981–1991. ks. Jan Turczyn.
1991–1996. ks. Kazimierz Gancarz.
1996–2015. ks. Stanisław Szańca.
2015–2019. ks. Marek Cecuła.
2019–2021. ks. Andrzej Baran.
2021– nadal ks. dr Wojciech Sabik.